# Hötting in der Ur- und Frühgeschichte
Auf die Bedeutung von Hötting in der Ur- und Frühgeschichte weisen archäologische Funde aus dem Jungneolithikum, der Bronze- und Eisenzeit sowie der römischen Kaiserzeit und des Frühmittelalters hin. Hötting ist heute ein Stadtteil von Innsbruck.

## Jungneolithikum
Aus der ausgehenden Jungsteinzeit sind Einzelfunde sowohl von den nördlichen wie auch den südlichen Hängen um Innsbruck bekannt. Die Siedlungsbefunde auf den klimatisch günstig gelegenen Schuttkegeln um Hötting, Pflatschbühel, Oberer Burgstadel, Unterer Burgstadel und bei der Norer Sandgrube zeigen jedoch eine deutliche Konzentration der jungsteinzeitlichen Funde auf der nördlichen Talseite. Gefäßscherben dieser frühen Siedlungsplätze in Hötting deuten durch ihr Dekor Beziehungen zum Alpenvorland an. Unter den bedeutendsten Funden finden sich von der Hungerburg ein spitznackiges Flachbeil aus Chloritschiefer, ein stumpfnackiges Flachbeil aus Serpentinschiefer mit der Bezeichnung „Hungerburg“ und Pfeilspitzen mit eingezogener Basis aus der Lohbachsiedlung.

## Spätbronzezeit
Besonders prägend und Impuls gebend für die angesiedelte Bevölkerung in der Spätbronzezeit ist der nördliche Voralpen- und Donauraum. Neben einer deutlichen Bevölkerungszunahme entstehen auch neue Bestattungssitten. Die Toten werden verbrannt und in Urnen beigesetzt. Die Siedlungen der Mittel- und Spätbronzezeit befinden sich nordwestlich bzw. nördlich der alten Höttinger Pfarrkirche auf den Hügelkuppen des Oberen und Unteren Burgstadels. Die Konzentration der urnenfelderzeitlichen Nekropolen in und um Innsbruck ist sicherlich auch auf den Abbau anstehender Kupfererze zurückzuführen. Bei Grabungen beim Peerhof, Allerheiligenhöfe, konnte ein Bronzedolch mit abgesetzter Griffplatte und drei Nietlöchern geborgen werden.

### Brandgräberfelder in Hötting
1740 erfolgt die erste Erwähnung vorgeschichtlicher Funde aus Hötting durch den Hofarchivar und Vorsteher der Theresianischen Bibliothek Anton Roschmann. 1864 beginnt die eigentliche archäologische Erforschung in Hötting. Es wurden mindestens sieben Gräberfelder mit über 400 Bestattungen freigelegt. Ein direkter Siedlungsbezug zu den Gräberfeldern ist derzeit nicht feststellbar. Die Kleinregionen in Hötting mit Höttingergasse, Schulgasse und Allerheiligenhöfe werden in römischen Ziffern angegeben.

### Hötting I–Höttingergasse
Durch die Verbreiterung der Höttinger Gasse und die Errichtung einer Begrenzungsmauer im Bereich Höttingergasse 8 wurden mehrere  Urnengräber zerstört. Bei Ausgrabungen im so Scherer’schen Garten durch David Schönherr, Johann Schuler und Franz von Wieser konnten über 45 Brandgräber geborgen werden. 1886 endeten mit der Bergung von Grab 49 die Forschungen des Gräberfeldes von Hötting I (13.–10. Jh. v. Chr.). Unter den Fundstücken fanden sich eine doppelkonische Urne, ein zweischneidiges Rasiermesser aus Bronze, eine Säulchenurne und eine Vasenkopfnadel.

### Hötting II–Schulgasse
Durch Ausgrabungen in den Jahren 1925, 1941 und 1977 wurden über 130 Brandgräber nördlich des Gräberfeldes Hötting I freigelegt. Zu den Fundobjekten gehören ein Perlenschieberfragment mit Kreisaugen aus Bein, eine Zylinderurne und ein Griffzungenmesser vom Typ Pfatten.

### Hötting III–Allerheiligenhöfe
1936 konnte auf einem Grundstück in Allerheiligen ein dreinietiger Griffzungendolch aus Bronze ergraben werden.1953 wurde bei der Anlage einer Senkgrube im Garten des Hauses Allerheiligenhöfe Nr. 13, am Fuß des Galgenbühels, ein Kriegerbrandgrab (11.–10. Jh. v. Chr.) freigelegt. Beim Grundaushub für eine Garage kamen neben Bruchstücken unverzierter Tongefäße Knochen von Schwein, Rind und Pferd sowie eine ca. 1 m² große, aus Steinen errichtete, Feuerstelle mit Asche und Holzkohleresten zum Vorschein.

## Eisenzeit
Durch den rückgängigen Kupfererzabbau in den Tiroler Bergbaurevieren kommt es zu einer Abwanderung großer Bevölkerungsteile und somit zu einer rückläufigen Belegung der urnenfelderzeitlichen Gräberfelder. Der Stadtteil Hötting ist auch in der älteren Eisenzeit bevorzugtes Siedlungsgebiet. Keramikfragmente finden sich auf dem Schönbühel, Rappenschrofen, Hohenbühel, Pflatschbühel, Fuchseck und in Allerheiligen. Das keramische Fundmaterial weist ein reiches Formen- und Dekorspektrum in der Gebrauchskeramik auf. Unter den zahlreichen Scherben von Gebrauchskeramik, die in Hötting West gefunden wurden, hebt sich deutlich das Bruchstück eines Bronzehelmes des Typus Negau (Rest der Kalotte und Kammpartie) hervor. Trotz der großen Zerstörung kann dieses Fragment mit dem Negauer Helm des zentralalpinen Typus mit Flechtbandzier aus der Fallmerayerstraße in Verbindung gebracht werden. Zwei ausgezeichnet erhaltene Bronzefibeln vom Frühlatèneschema und eine eiserne Lanzenspitze (verschollen) kamen im Bereich der heutigen Wohnanlage Peergründe zutage. Besonders erwähnenswert ist eine Elchgeweihaxt vom Rappenschrofen, die aufgrund der vergesellschafteten Keramik gut in die ältere Eisenzeit zu datieren ist. Sowohl für die ältere wie auch die jüngere Eisenzeit liegen im Stadtgebiet von Innsbruck keine gesicherten Grabfunde vor.

## Römische Kaiserzeit
Mit der römischen Okkupation im Jahr 15 v. Chr. veränderte sich das Siedlungsgebiet auf den nördlichen und südlichen Hängen um Innsbruck wesentlich. Die seit prähistorischer Zeit besiedelten Hügelkuppen wurden verlassen. In der Folge bewohnte man nun vermehrt die Hangterrassen und die Talniederungen. Siedlungsfunde, Scherben von Gefäßkeramik des 2. und 3. Jh. n. Chr. im Gartenbaubetrieb Lechner fanden sich in der Hinterwaldner Straße 4 und auf den benachbarten Feldern. Zu den Fundstücken zählen verschiedene Fibeln und eine Henkelattache aus Bronze, die ein Medusenhaupt über einer Palmette zeigt.

## Frühmittelalter
An frühmittelalterlichen Funden für den Raum Hötting sind sechs eiserne Pfeilspitzen zu erwähnen, die oberhalb der Höhenstraße, östlich des Fallbaches, gefunden wurden.